# Daniel Frahn
Daniel Frahn (ur. 3 sierpnia 1987 w Poczdamie) – niemiecki piłkarz grający na pozycji napastnika.

## Kariera

### Początek kariery
Frahn rozpoczął swoją przygodę z piłką nożną w miejscowym 1. FC Turbine Potsdam. W 2002 roku przeniósł się do młodzieżowej drużyny Energie Cottbus, gdzie po 3 latach zadebiutował w pierwszej drużynie. Wszedł na boisko w 84. minucie spotkania zmieniając rumuńskiego napastnika – Sergiu Radu. Mecz zakończył się wynikiem 5-1 dla drużyny z Cottbus. Pomimo tego krótkiego epizodu, zawodnik zazwyczaj był desygnowany do gry w czwartoligowych rezerwach oraz młodzieżowej drużyny do lat 19.
Po zakończeniu sezonu 2005/2006 Frahn dołączył do drugiej drużyny Herthy BSC, która rozgrywała swoje spotkania na szczeblu czwartoligowym – Regionallidze. Rozegrał w barwach rezerw Starej Damy 31 spotkań, gdzie zdobył cztery bramki.
W 2007 roku podpisał kontakt z poczdamskim SV Babelsberg 03. W sezonie 2009/10 wywalczył awans z drużyną do 3. ligi kończąc rozgrywki jako król strzelców.

### RB Lipsk
Po zakończeniu udanego sezonu beniaminek Regionalligi – RB Leipzig zakupił Frahna za 200 tysięcy euro.  W pierwszym sezonie zdobył 16 bramek, jednak Die Roten Bullen zakończyli rywalizację na czwartym miejscu.
W następnym sezonie sprawił ze swoją drużyną wielką sensację poprzez wyeliminowanie w pierwszej rundzie Pucharu Niemiec drużynę VfL Wolfsburg. Mecz zakończył się wynikiem 3-2, gdzie Frahn został bohaterem spotkania zdobywając wszystkie trzy bramki. Sezon 2011/12 zakończył z 26 bramkami na koncie, które zapewniły mu po raz drugi tytuł króla strzelców. Pomimo indywidualnego sukcesu zawodnika – drużyna z Lipska musiała uznać wyższość Hallescher FC, do którego strata wyniosła cztery punkty.
Po zakończeniu sezonu 2012/2013 awansował z drużyną po wygranych barażach ze Sportfreunde Lotte do 3. ligi. Frahn powtórzył swój zeszłoroczny wyczyn, jednak tym razem do korony króla strzelców wystarczyło mu 20 bramek.
W 23. minucie spotkania pomiędzy RB Lipskiem a Hallescherem FC Frahn strzelił pierwszą bramkę w historii klubu na trzecim poziomie rozgrywkowym. W meczu z rezerwami VfB Stuttgart zdobył najszybszą bramkę w historii klubu – padła ona w dziesiątej sekundzie. Frahn zakończył sezon z 19 bramkami na koncie, które walnie przyczyniły się do historycznego awansu RB Lipska do 2. Bundesligi.

### 1. FC Heidenheim
Przed rozpoczęciem sezonu Daniel Frahn podpisał dwuletni kontrakt z 1. FC Heidenheim. W ciągu sześciu miesięcy rozegrał w barwach klubu 10 spotkań, w których zdobył jedyną bramkę w meczu przeciwko byłemu klubowi z Lipska.

### Chemnitzer FC
Po nieudanej przygodzie w drużynie z Heidenheim, napastnik przeniósł się w przerwie zimowej do trzecioligowej drużyny z Saksonii – Chemnitzer FC. Kwota transferu nie została ujawniona. Pomimo jego bramkostrzelności, w sezonie 2017/2018 drużyna spadła z 3. Ligi (Frahn zdobył 13 bramek), by powrócić do niej za rok. W sezonie 2018/19 kapitan Die Himmelblauen dzięki zdobyciu 24 bramek został po raz czwarty królem strzelców w Regionallidze.

#### Kontrowersje związane z neonazistowskimi kibicami
Podczas domowego spotkania z VSG Altglienicke, który się odbył 11 marca 2019 roku, doszło do uczczenia pamięci zmarłego neonazistowskiego kibica przez fanów klubu. Po strzeleniu bramki Frahn podbiegł pod sektor, gdzie znajdowali się najbardziej zagorzali fani. Jeden z nich wręczył mu koszulkę z nadrukiem "Wspieraj miejscowych chuliganów". Za swoje zachowanie napastnik przeprosił argumentując, że nie wiedział kim był zmarły kibic. Klub udzielił kapitanowi drużyny oficjalnego ostrzeżenia; ponadto zarząd klubu odciął się od wydarzeń oraz zawiadomił organy ścigania.
Chemnitzer rozwiązał umowę z napastnikiem 5 sierpnia 2019 ze skutkiem natychmiastowym. Frahn został oskarżony o wsparcie grupy kibicowskiej znanej z poglądów neonazistowskich będącej na trybunie gości podczas spotkania z Hallescherem FC (zawodnik wówczas przebywał tam ze względu na kontuzję odniesioną w spotkaniu z SV Waldhof Mannheim). Zawodnik odwołał się od decyzji wnosząc pozew do sądu przeciwko klubowi. 29 stycznia 2020 roku kontrakt rozwiązano za porozumieniem stron.

### SV Babelsberg 03
Frahn powrócił w rodzinne strony podpisując kontrakt ze swoim byłym klubem, SV Babelsberg 03 31 stycznia 2020 roku.

## Statystyki
| Zespół                   | Sezon                    | Spotkania ligowe         | Spotkania ligowe | Spotkania ligowe | Puchary | Puchary | Inne | Inne | Łącznie | Łącznie |
| Zespół                   | Sezon                    | Poziom rozgrywkowy       | M                | Br.              | M       | Br.     | M    | Br   | Apps    | Goals   |
| ------------------------ | ------------------------ | ------------------------ | ---------------- | ---------------- | ------- | ------- | ---- | ---- | ------- | ------- |
| Energie Cottbus          | 2005/06                  | 2. Bundesliga            | 1                | 0                | 0       | 0       | —    | —    | 1       | 0       |
| Energie Cottbus II       | 2005/06                  | Regionalliga Nord        | 12               | 1                | 0       | 0       | —    | —    | 12      | 1       |
| Hertha BSC II            | 2006/07                  | Regionalliga Nord        | 31               | 4                | —       | —       | —    | —    | 31      | 4       |
| SV Babelsberg 03         | 2007/08                  | Regionalliga Nord        | 28               | 5                | —       | —       | —    | —    | 28      | 5       |
| SV Babelsberg 03         | 2008/09                  | Regionalliga Nord        | 27               | 12               | 1       | 0       | —    | —    | 28      | 12      |
| SV Babelsberg 03         | 2009/10                  | Regionalliga Nord        | 32               | 29               | 1       | 0       | —    | —    | 33      | 29      |
| SV Babelsberg 03         | Łącznie                  | Łącznie                  | 99               | 47               | 2       | 0       | —    | —    | 101     | 47      |
| RB Leipzig               | 2010–11                  | Regionalliga Nord        | 31               | 16               | —       | —       | —    | —    | 31      | 16      |
| RB Leipzig               | 2011–12                  | Regionalliga Nord        | 34               | 26               | 2       | 3       | —    | —    | 36      | 29      |
| RB Leipzig               | 2012–13                  | Regionalliga Nordost     | 27               | 20               | —       | —       | —    | —    | 27      | 20      |
| RB Leipzig               | 2013–14                  | 3. Liga                  | 34               | 19               | 1       | 0       | —    | —    | 35      | 19      |
| RB Leipzig               | 2014–15                  | 2. Bundesliga            | 23               | 4                | 2       | 0       | —    | —    | 25      | 4       |
| RB Leipzig               | Łącznie                  | Łącznie                  | 149              | 85               | 5       | 3       | —    | —    | 154     | 88      |
| 1. FC Heidenheim         | 2015/16                  | 2. Bundesliga            | 10               | 1                | 1       | 0       | —    | —    | 11      | 1       |
| Chemnitzer FC            | 2015/16                  | 3. Liga                  | 15               | 8                | —       | —       | —    | —    | 15      | 8       |
| Chemnitzer FC            | 2016/17                  | 3. Liga                  | 35               | 9                | —       | —       | —    | —    | 35      | 9       |
| Chemnitzer FC            | 2017/18                  | 3. Liga                  | 32               | 13               | 1       | 0       | —    | —    | 33      | 13      |
| Chemnitzer FC            | 2018/19                  | Regionalliga Nordost     | 32               | 24               | —       | —       | —    | —    | 32      | 24      |
| Chemnitzer FC            | 2019/20                  | 3. Liga                  | 1                | 0                | 0       | 0       | —    | —    | 1       | 0       |
| Chemnitzer FC            | Łącznie                  | Łącznie                  | 115              | 54               | 1       | 0       | —    | —    | 116     | 54      |
| SV Babelsberg 03         | 2019/20                  | Regionalliga Nordost     | 5                | 2                | 0       | 0       | —    | —    | —       | —       |
| Łącznie podczas kariery: | Łącznie podczas kariery: | Łącznie podczas kariery: | 410              | 192              | 8       | 3       | —    | —    | 418     | 195     |

## Sukcesy

### Indywidualne
SV Babelsberg 03
- Król strzelców Regionalliga Nord: 2009/10

RB Leipzig
- Król strzelców Regionalliga Nord: 2011/12
- Król strzelców Regionalliga Nordost: 2012/13

Chemnitzer FC
- Król strzelców Regionalliga Nordost: 2018/19